# UEFS-Futsal-Europameisterschaft der Frauen
Von 1989 bis 2017 wurde von der, inzwischen aufgelösten, Union Européenne de Futsal (UEFS), engl.: European Union of Futsal, die UEFS-Futsal-Europameisterschaft der Frauen ausgetragen. 

## Modus
Es galt folgender Modus: Es wurde eine Vorrunde mit drei Gruppen zu je drei Mannschaften gespielt. Die jeweiligen Gruppensieger und -zweiten qualifizierten sich für die K.-o.-Runde, in der vom Viertelfinale bis zum Finale, einschließlich des Spiels um Platz drei, gespielt wurde.

## Die Turniere im Überblick
| Jahr         | Austragungsort          | Finale             | Finale        | Finale       | Spiel um Platz drei | Spiel um Platz drei | Spiel um Platz drei |
| Jahr         | Austragungsort          | UEFS-Europameister | Ergebnis      | 2. Platz     | 3. Platz            | Ergebnis            | 4. Platz            |
| ------------ | ----------------------- | ------------------ | ------------- | ------------ | ------------------- | ------------------- | ------------------- |
| 2001 Details | (Russland)              | Russland           | Ligasystem    | Weißrussland | Ukraine             | Ligasystem          | Italien             |
| 2004 Details | (Russland)              | Russland           | 2:0           | Katalonien   | Ukraine             |                     | Belgien             |
| 2007 Details | Luhačovice (Tschechien) | Tschechien         | Ligasystem    | Russland     | Slowakei            | Ligasystem          | Ukraine             |
| 2009 Details | Paczków (Polen)         | Russland           | kein Finale * | Tschechien   | Katalonien          | **                  | Polen               |
| 2011 Details | Prag (Tschechien)       | Tschechien         | Ligasystem    | Russland     | Katalonien          | Ligasystem          | Frankreich          |
| 2015 Details | (Katalonien)            | Russland           | Ligasystem    | Tschechien   | Katalonien          | Ligasystem          | Niederlande         |
| 2017 Details | (Katalonien)            | Russland           | Ligasystem    | Belgien      | Norwegen            | Ligasystem          | Katalonien          |

* Galicien wurde disqualifiziert.
** Spiel um Platz 3 zw. Tschechien und Katalonien 1:0 als Freundschaftsspiel. Polen auf Platz 4 als Nachrücker.

### Rangliste
| Rang | Land         | Titel | Jahr(e)                      | 2. Platz | 3. Platz | 4. Platz |
| ---- | ------------ | ----- | ---------------------------- | -------- | -------- | -------- |
| 1    | Russland     | 5     | 2001, 2004, 2009, 2015, 2017 | 2        | /        | /        |
| 2    | Tschechien   | 2     | 2007, 2011                   | 2        | /        | /        |
| 3    | Katalonien   |       |                              | 1        | 3        | 1        |
| 4    | Belgien      |       |                              | 1        | /        | 1        |
| 5    | Weißrussland |       |                              | 1        | /        | /        |
|      | Norwegen     |       |                              | 1        | /        | /        |
| 7    | Ukraine      |       |                              | /        | 2        | 1        |
| 8    | Slowakei     |       |                              | /        | 1        | /        |
|      | Frankreich   |       |                              | /        | /        | 1        |
|      | Italien      |       |                              | /        | /        | 1        |
|      | Niederlande  |       |                              | /        | /        | 1        |
|      | Polen        |       |                              | /        | /        | 1        |